# Legends of Runeterra
Legends of Runeterra (abbreviato ufficialmente in LoR) è un gioco di carte collezionabili digitale free-to-play sviluppato e pubblicato da Riot Games. È stato pubblicato come open-beta il 24 gennaio 2020 e pubblicato il 29 aprile 2020 per Microsoft Windows, Android, iOS e iPadOS. Il gioco utilizza i personaggi e l'ambientazione di League of Legends, un videogioco MOBA di Riot Games.

## Modalità di gioco
Legends of Runeterra si gioca 1v1. Ogni giocatore inizia la partita con una mano di quattro carte selezionate casualmente dal proprio mazzo, un nexus con 20 punti salute e zero gemme mana. Prima che la partita inizi, ogni giocatore ha anche la possibilità di scambiare una o più delle prime quattro carte pescate con altre casuali.
Successivamente entrambi i giocatori ricevono una gemma di mana, un giocatore riceve il ruolo di attaccante e l'altro di difesa. Solo il giocatore attaccante può attaccare durante il round. Alcune carte permettono anche a chi è in difesa di ottenere attaccare nel round. Dopo ogni round, i ruoli si scambiano e ogni giocatore pesca una carta a caso dal proprio mazzo. Con l'aumentare del numero di round, aumenta anche il numero di gemme di mana che ogni giocatore riceve, fino a un massimo di 10. Alla fine di ogni round, il mana inutilizzato viene messo da parte fino a un massimo di tre, il mana messo da parte può essere utilizzato solo per lanciare carte magia.
Le gemme mana servono a utilizzare le carte, ogni carta ha un suo costo che va da 0 a 10 gemme. Una volta giocata una carta il turno passa all'avversario, se il giocatore è attaccante, può posizionare le proprie carte unità in modo da farle attaccare. Una volta dichiarato un attacco, il turno passa al difensore, che deve disporre le difese. Quando si attacca, se nessuna carta avversaria viene messa in difesa, la carta colpirà il Nexus del giocatore nemico, infliggendo danni pari alla sua statistica di potenza, invece se una carta attaccante viene bloccata da un difensore, le due carte si scontreranno, infliggendo i rispettivi danni l'una all'altra. Le carte hanno anche una statistica salute, quando la salute di un'unità raggiunge lo zero, viene distrutta, ma può essere rianimata o recuperata tramite carte o magie specifiche. L'obiettivo del gioco è portare il Nexus dell'avversario a zero punti vita. Molte carte oltre alla potenza e la salute posseggono degli effetti aggiuntivi, ad esempio, le unità con Elusione possono essere bloccate solo da altre unità Elusive, oppure le carte con sopraffare se vengono difese da qualche carta durante l'attacco infliggono i danni in eccesso direttamente al Nexus nemico.

## Carte
Ogni carta è associata ad una regione dell'universo di League of Legends.
Esistono quattro tipi di carte: campioni, seguaci, monumenti e incantesimi.
Un mazzo di carte deve essere composto esattamente da 40 carte, in cui non possono essere aggiunte più di 3 copie di ciascuna carta. Inoltre, un giocatore non può aggiungere più di 6 carte Campione in totale in un mazzo e le carte devono appartenere al massimo di due regioni differenti.
Campioni e Seguaci vengono definite "unità", carte che rimangono sul campo e combattono per i giocatori.

### Creazione delle Carte
Ad ogni carta corrisponde una rarità, e ad ogni rarità un costo da parte del giocatore, per entrare in possesso di una copia di essa.
Le valute di gioco sono frammenti, ottenibili tramite ricompense, e monete, ottenibili con acquisti in-game.
| Rarità   | Frammenti | Monete |
| Comune   | 100       | 10     |
| Rara     | 300       | 30     |
| Epica    | 1200      | 120    |
| Campione | 3000      | 300    |

### Incantesimo
Le carte incantesimo si dividono in quattro categorie in base al tempo in cui il lancio dell'incantesimo si conclude:
- Incantesimi Lenti: gli incantesimi lenti, una volta giocati, possono essere concatenati con incantesimi veloci e rapidi sia alleati che avversari. Una volta concluso l'effetto dell'incantesimo, viene ceduta la priorità.
- Incantesimi Veloci: gli incantesimi veloci, possono essere usati come incantesimi lenti, in risposta a incantesimi veloci, incantesimi lenti o all'evocazione di un seguace o un campione. Una volta concluso l'effetto dell'incantesimo, viene ceduta la priorità.
- Incantesimi Raffica: gli incantesimi raffica, hanno risoluzione istantanea, non danno vita a concatenazioni, ne alleate ne avversarie e non cedono la priorità, ma possono essere giocati in risposta a qualsiasi giocata avversaria che non sia un incantesimo rapido.
- Incantesimi Concentrazione: gli incantesimi concentrazione, come quelli raffica hanno risoluzione istantanea, non possono essere concatenati e non cedono la priorità. Non possono però essere giocati in risposta ma solo pro-attivamente.

### Seguace
Le carte seguace hanno un costo in mana, una statistica d'attacco, una di salute e possono avere un effetto. Una volta giocati occupano uno dei sei spazi sul campo di battaglia, possono essere usati sia in attacco che in difesa, quando la loro salute scende a zero vengono distrutti e liberano lo spazio sul campo di battaglia.

### Campione
Le carte campione sono i protagonisti dei mazzi, hanno un costo in mana, una statistica d'attacco, una di salute, un effetto e una condizione, che se rispettata permette al campione di passare di livello, raggiungendo il massimo del suo potere, ottenendo un incremento di statistiche e un effetto nuovo o migliore. Come i seguaci, i campioni una volta giocati occupano uno dei sei spazi sul campo di battaglia, possono essere usati sia in attacco che in difesa, quando la loro salute scende a zero vengono distrutti e liberano lo spazio sul campo di battaglia. Quando un campione è sul campo di battaglia, tutte le copie di esso nella mano si trasformano in un carta incantesimo ad esso associate.
| Regione         | Campioni                                                                                                  |
| Demacia         | Fiora, Garen, Jarvan IV, Lux, Lucian, Quinn, Shyvana, Poppy                                               |
| Noxus           | Darius, Elise, Draven, Cassiopeia, Katarina, LeBlanc, Riven, Swain, Vladimir, Sion, Ambessa, Mel, Annie . |
| Freljord        | Anivia, Ashe, Braum, Lissandra, Sejuani, Trundle, Tryndamere                                              |
| Piltover & Zaun | Ezreal, Heimerdinger, Jinx, Teemo, Vi ,Camille, Viktor, Caitlyn, Ekko, Janna, Orianna, Warwick.           |
| Ionia           | Karma, Lee Sin, Lulu, Shen, Yasuo, Zed, Irelia.                                                           |
| Isole Ombra     | Elise, Hecarim, Kalista, Kindred, Nocturne, Maokai, Thresh, Viego, Veigar, Senna.                         |
| Bilgewater      | Fizz, Gangplank, Miss Fortune, Nautilus, Tahm Kench, Twisted Fate, Nami                                   |
| Targon          | Aphelios, Aurelion Sol, Diana, Leona, Soraka, Taric, Zoe                                                  |
| Shurima         | Azir, Nasus, Renekton, Sivir, Taliyah, Akshan, Xerath, Ziggs, Aatrox, Amumu, Nidalee                      |
| Bandle City     | Teemo, Heimerdinger, Fizz, Lulu, Poppy, Veigar, Tristana, Ziggs                                           |

### Monumento
I monumenti sono carte, che una volta giocate occupano uno spazio sul campo di battaglia, non hanno punteggi di potere e salute, non possono essere usati direttamente in battaglia. Ogni fazione ha almeno un monumento, con un effetto passivo unico per ognuno.

## Sviluppo e pubblicazione
I dipendenti di Riot erano fan dei giochi di carte collezionabili e hanno visto l'opportunità di svilupparne uno nell'universo di League of Legends che si adatterebbe alla filosofia dell'azienda di "costruire un gioco per i giocatori più appassionati che vogliono davvero approfondire un genere". Riot ha chiamato un gruppo di giocatori professionisti di Magic: l'Adunanza per aiutare a testare il gioco prima dell'uscita, almeno uno dei quali sarebbe stato scelto per aiutare a progettare il gioco finale.
Il gioco è diverso rispetto agli altri del genere perché non richiede ai giocatori di acquistare i cosiddetti "mazzi" ma permette di acquistare carte a scelta;  questo era in parte per consentire agli sviluppatori di modificare le carte come meglio credevano senza preoccuparsi che i giocatori perdessero interesse se il mazzo in cui avevano investito pesantemente diventava meno potente.  L'obiettivo di Riot era quello di dare a ogni set di carte almeno dieci mazzi utilizzabili.
Legends of Runeterra è stato annunciato da Riot ed è entrato nella sua prima anteprima il 15 ottobre 2019, in coincidenza con il decimo anniversario di League of Legends. Eurogamer ha notato che il tempismo era insolito, data la posizione del genere dopo il fallimento del videogioco di Valve, Artifact e il calo del pubblico su Hearthstone di Blizzard.  Il designer Steve Rubin ha osservato: "C'è stato sicuramente un momento nello sviluppo in cui stavamo vedendo l'uscita di Artifact e stavamo pensando 'Oh, dobbiamo affrettarlo o no?'"  Alla fine, Riot è andato avanti sperando che il fascino del loro gioco trascendesse lo stato del mercato dei giochi di carte collezionabili e attirasse nuovi giocatori con il suo modello di business più generoso.
L'anteprima iniziale è durata fino al 20 ottobre ed era disponibile solo per un ristretto gruppo di giocatori. Una seconda anteprima ha dato ai giocatori l'accesso alla modalità Spedizioni del gioco dal 14 al 19 novembre. Il gioco è entrato nella beta aperta il 24 gennaio 2020.

## Espansioni

### Fondamenta
Fondamenta è l'espansione con cui è stata pubblicata la beta del gioco e il primo set reso disponibile dopo il lancio ufficiale. Il set presenta:
- 322 carte giocabili di cui 24 campioni
- 6 regioni giocabili: Demacia, Noxus, Freljord, Piltover & Zaun, Ionia, Isole Ombra
- Varie meccaniche base di gioco
- Vari elementi cosmetici

### Alte maree
La seconda espansione, Alte Maree, pubblicata il 28 aprile 2020, ha come temi principali pirati e mostri marini e aggiunge:
- 120 nuove carte di cui 11 campioni
- Nuova regione: Bilgewater
- Nuove meccaniche: Armonia, Esploratore, Vulnerabile, Saccheggio, Profondità, Gettare.
- Nuovi elementi cosmetici a tema

### La chiamata della montagna
Con Chiamata della Montagna, a tema draghi e creature stellari, il sistema di rilascio dell'espansione e di quelle future viene scomposto in tre set e in un set campione extra, che condividono gli stessi temi e arrivati al set finale, l'espansione avrà aggiunto all'incirca lo stesso numero di risorse per ogni regione (set campione escluso).
Primo set
Il primo set di chiamata della montagna, che prende il nome dell'espansione stessa, pubblicato il 26 agosto 2020, introduce le novità fondamentali per caratterizzare il tema dell'intero set tramite:
- 89 nuove carte di cui 7 campioni
- Nuova regione: Targon
- Nuove Meccaniche: Furia, Scudo magico, Alba, Crepuscolo, Visibile, Invoca
- Nuovi elementi cosmetici a tema

Secondo set
Il secondo set di chiamata della montagna, pubblicato il 14 ottobre 2020, chiamato Monumenti del potere implementa:
- 40 nuove carte di cui 3 campioni
- Nuovo tipo di carta: Monumento

Terzo set
Il terzo set di chiamata della montagna, pubblicato il 15 dicembre 2020, Creazione cosmica implementa:
- 40 nuove carte di cui 3 campioni
- Nuove meccaniche: Potenziamento, Riforgiare

Set Campione
Il set campione di chiamata della montagna, è stato pubblicato il 3 febbraio 2021, e ha visto l'aggiunta di:
- 13 nuove carte di cui 1 campione (Aphelios)

### Gli Imperi degli Ascesi
La quarta espansione, Gli Imperi degli Ascesi, ha come tema l'Impero di Shurima e creature del deserto ed è stato diviso in 3 set più un set campione.
Primo Set
Il primo set degli Imperi degli Ascesi, con l'omonimo nome, pubblicato il 3 marzo 2021, introduce nuove meccaniche a tema Shurimano, tra cui il livello 3 dei campioni ascesi e vede l'aggiunta di:
- 110 nuove carte di cui 9 campioni
- Nuova regione: Shurima
- Nuove meccaniche: Conto alla rovescia, Prevedi, Reputazione, Abbatti, Campioni Ascesi
- Nuovi elementi cosmetici a tema

Il secondo e il terzo set dell'espansione saranno pubblicati rispettivamente a maggio 2021 e giugno 2021.

## Accoglienza
| Testata                          | Giudizio |
| -------------------------------- | -------- |
| Metacritic (media al 10-01-2020) | 87/100   |
| GameSpot                         | 9/10     |
| IGN                              | 9/10     |
| IGN (ITA)                        | 8.5/10   |
| Everyeye.it                      | 8.5/10   |
| Eurogamer (ITA)                  | 8/10     |
| Multiplayer.it                   | 8.5/10   |

### Riconoscimenti
| Data             | Premio                 | Categoria                            | Risultato | Fonte  |
| ---------------- | ---------------------- | ------------------------------------ | --------- | ------ |
| 11 dicembre 2020 | The Game Awards 2020   | Miglior gioco per dispositivi mobili | Candidato | [ 49 ] |
| 1º dicembre 2020 | App Store Best of 2020 | Miglior gioco per iPad dell'anno     | Vincitore | [ 50 ] |